# Vivaldi (browser)
Vivaldi è un browser web freeware e multipiattaforma prodotto da Vivaldi Technologies, una società fondata dall'ex AD di Otello Corporation Jon Stephenson von Tetzchner e Tatsuki Tomita, disponibile per i sistemi operativi Windows 64 e 32 bit, Linux 64 e 32 bit, MacOS. 
Il suo nome deriva dal compositore italiano Antonio Vivaldi, che secondo uno dei suoi creatori, è un nome facile da ricordare e comprendere a livello mondiale.
Il browser si rivolge a utenti di Internet assidui e precedenti utilizzatori del browser web Opera scontenti per la transizione di Opera dal motore di rendering, denominato Presto, al motore di layout Blink, che ha eliminato molte caratteristiche popolari nel processo di revisione. Vivaldi ha lo scopo di far rivivere le precedenti funzionalità caratteristiche rimosse da Opera 12 e introdurne altre più innovative. Il browser è aggiornato settimanalmente, in forma di "istantanee" e ha guadagnato popolarità dal lancio della sua prima anteprima tecnica. Il 3 novembre 2015, Vivaldi Technologies rilascia la prima beta del browser web Vivaldi e ha annunciato che anteprime tecniche del suo navigatore web sono state scaricate più di 2 milioni di volte. Il browser integra Qwant come motore di ricerca, e l'integrazione consente a entrambe le realtà di condividere i propri valori e obiettivi comuni: rispetto della privacy, protezione dei dati e neutralità.

## Caratteristiche
Vivaldi mostra varie impostazioni che lo rendono accessibile e personalizzabile. Cliccando sull'icona in alto a sinistra scenderà un menù a tendina, caratteristica presente anche in Opera. Altre caratteristiche presenti sono: quella di poter unire più schede in un gruppo di schede a cui si può cambiare il nome e quella di poter salvare tutte le schede aperte in una o più sessioni che si possono aprire quando serve. 
Vivaldi viene descritto nella pagina ufficiale come «il web realizzato con il web» poiché usa tecnologie moderne per ogni parte del browser, riassunte in una frase anch'essa nella pagina: «usiamo JavaScript e ReactJS per creare l'interfaccia utente, con l'aiuto di Node.js e una lunga lista di moduli NPM».
Il 7 maggio 2020, Vivaldi Technologies rilascia la versione 3.0 (build 1874.38) del browser desktop, che aggiunge un orologio nella barra di stato e un adblocker integrato, basato sul software utilizzato da DuckDuckGo. A fine aprile è stata distribuita la versione mobile ufficiale, fino a quel momento in versione beta, per dispositivi Android. La versione 3.1 Vivaldi introduce un gestore note a tutta pagina e menu configurabili nel suo browser per computer.
Il primo aggiornamento del 2021 per desktop e dispositivi Android introduce le azioni di pagina, una funzionalità che consente di impostare filtri e azioni predefiniti per modificare l'aspetto di qualsiasi pagina web. Le azioni sulla pagina migliorano l'accessibilità, semplificano la lettura dei siti Web e generalmente visualizzano le pagine Web nel modo desiderato. Le pagine web sono personalizzabili, scanner QR integrato, composizioni rapide migliorate e supporto per gestori di download esterni.
L'aggiornamento 4.0 espande gli strumenti integrati nel browser con importanti aggiunte: Vivaldi Translate e le versioni beta di Vivaldi Mail, Calendar e Feed Reader e garantisce la visualizzazione del pannello per l'aggiornamento degli utenti, il test della versione beta di Calendar, Mail e Feed e include miglioramenti alla funzionalità di traduzione.

L'aggiornamento 4.1 di Vivaldi su desktop e notebook consente di espandere i gruppi di schede con Accordion Tabs ed eseguire i comandi del browser in sequenza con un singolo collegamento.
L'aggiornamento di gennaio 2022 alla versione 5.0 risolve un arresto anomalo e aggiorna Chromium con correzioni di sicurezza a monte. L'aggiornamento di giugno per Vivaldi Desktop Browser 5.3 promuove Mail da Beta a Stabile e include un paio di correzioni di ricerca. A fine 2022, la versione 5.6 consente la connessione a Mastodon, un componente chiave del social networking decentralizzato, permette anche di bloccare le pile di schede, viene aggiunto un nuovo motore di ricerca privato per alcuni paesi, contribuendo ad ampliare le scelte per la ricerca sul web.
Da settembre 2024 Vivaldi è disponibile anche sullo Snap store di Canonical.
Il 27 marzo 2025, dalla versione 7.3 per PC desktop, viene integrata nel browser Proton VPN.